# Kádár Piroska
Kádár Piroska (Makó, 1899. március 12. – Budapest, 1971. december 4.) magyar színésznő.

## Életpályája
Szülei Kádár János és Bubelinyi/Bubelényi Mária voltak. 1932-ben a Belvárosi Színházban, valamint az Andrássy úti Színházban szerepelt. 1933–1935 között a Magyar Színházban volt látható. 1936-ban ismét a Belvárosi Színház tagja lett. 1937–1938 között a Terézkörúti Színpad színésze volt. Halálát tüdőgyulladás okozta.

## Filmjei
- Ezüst háromszög (1933)
- Köszönöm, hogy elgázolt (1935)
- Hetenként egyszer láthatom (1937)